# Jamajka na Letnich Igrzyskach Olimpijskich 1968
Jamajkę na Letnich Igrzyskach Olimpijskich 1968 reprezentowało 25 zawodników, w tym 20 mężczyzn i 5 kobiet. Był to szósty start jamajskich sportowców na letnich igrzyskach olimpijskich.
Reprezentacja Jamajki zdobyła jeden srebrny medal za sprawą sprintera Lennoxa Millera. Najmłodszym reprezentantem była lekkoatletka Audrey Reid, zaś najstarszym żeglarz Barton Kirkconnell.

## Zdobyte medale
| Medal  | Zawodnik      | Dyscyplina    | Konkurencja                 |
| ------ | ------------- | ------------- | --------------------------- |
| Srebro | Lennox Miller | Lekkoatletyka | bieg na 100 metrów mężczyzn |

## Skład reprezentacji

### Boks
Źródło:
- Kenneth Campbell – waga kogucia – odpadł w 1/16 finału
- Errol West – waga piórkowa – odpadł w 1/16 finału
- Oliver Wright – waga średnia – odpadł w 1/8 finału

### Lekkoatletyka
Źródło:
Mężczyźni
- Lennox Miller – bieg na 100 metrów – 2. miejsce
- Pablo McNeil – bieg na 100 metrów – odpadł w eliminacjach
- Mike Fray – bieg na 200 metrów – 7. miejsce
- Clifton Forbes – bieg na 400 metrów – odpadł w ćwierćfinałach
- Neville Myton – bieg na 800 metrów – nie ukończył biegu eliminacyjnego
- Byron Dyce
  - bieg na 800 metrów – odpadł w półfinałach
  - bieg na 1500 metrów – odpadł w eliminacjach
- Errol Stewart, Mike Fray, Clifton Forbes, Lennox Miller – sztafeta 4 × 100 metrów – 4. miejsce
- Victor Brooks – skok w dal – 15. miejsce
- Wellesley Clayton – skok w dal – 23. miejsce (odpadł w kwalifikacjach)
- Lennox Burgher – trójskok – 30. miejsce (odpadł w kwalifikacjach)

Kobiety
- Vilma Charlton
  - bieg na 100 metrów – odpadła w eliminacjach
  - bieg na 200 metrów – odpadła w eliminacjach
- Carmen Smith
  - bieg na 100 metrów – odpadła w eliminacjach
  - bieg na 80 metrów przez płotki – odpadła w eliminacjach
- Una Morris
  - bieg na 200 metrów – odpadła w półfinałach
  - bieg na 400 metrów – odpadła w półfinałach
- Adlin Mair-Clarke, Carmen Smith, Una Morris, Vilma Charlton – sztafeta 4 × 100 metrów – nie ukończyły biegu eliminacyjnego
- Audrey Reid – skok wzwyż – 15. miejsce (odpadła w kwalifikacjach)

### Pływanie
Źródło:
- Paul Nash – 100 m stylem dowolnym – odpadł w eliminacjach

### Podnoszenie ciężarów
Źródło:
- Cedric Demestris – do 82,5 kg – nie ukończył

### Żeglarstwo
Źródło:
- Barton Kirkconnell, Steven Henriques, Charles Ogilvie – klasa Dragon – 20. miejsce
- Michael Anthony Nunes, William Plant – klasa Latający Holender – 26. miejsce